# M82 X-2
M82 X-2는 메시에 82 은하에 위치한, 지구에서 약 1,200만 광년 떨어진 엑스선 펄사이다. M82 X-2의 광도는 태양의 약 1,000만 배로, 비정상적으로 밝다. M82 X-2는 엑스선 쌍성계로, 펄사의 질량이 평균인 1.4 M☉일 경우, 동반성의 질량은 5.2 M☉ 이상이다. 펄사는 평균적으로 1.37초에 한 번 자전하며, 동반성을 2.5일에 한 번씩 공전한다.
M82 X-2는 초고광도 엑스선원으로, 질량에 따른 예측치보다 100배 이상 밝게 빛나며, 질량에 따른 광도의 최대치인 에딩턴 한계마저 몇 배를 넘는다. 에딩턴 한계를 초과하는 이유로는 자기력선을 따라 낙하하는 물질의 기하학적 영향에 따른 것이라는 이론이 제기되어 있다.
M82 X-2는 기존에도 엑스선원 임이 밝혀져 있었지만, 2014년 1월 Ia형 초신성인 SN 2014J를 관측하며 새로운 사실이 밝혀졌다. NuSTAR 위성의 데이터를 분석한 결과, 메시에 82 은하의 초신성 근처에서 엑스선 스펙트럼이 주기적으로 맥동하는 현상을 발견하였고, 찬드라 엑스선 관측선과 스위프트 감마선 폭발 임무의 데이터를 사용해 정확한 발생지를 추적한 결과, M82 X-2가 엑스선 광선과 지속적인 엑스선 복사를 동시에 내뿜고 있음을 밝혀냈다.

## 같이 보기
- M82 X-1

## 참고 자료
- Bachetti, M.; Harrison, F. A.; Walton, D. J.; Grefenstette, B. W.; Chakrabarty, D.; Fürst, F.; Barret, D.; Beloborodov, A.; Boggs, S. E.; Christensen, F. E.; Craig, W. W.; Fabian, A. C.; Hailey, C. J.; Hornschemeier, A.; Kaspi, V.; Kulkarni, S. R.; Maccarone, T.; Miller, J. M.; Rana, V.; Stern, D.; Tendulkar, S. P.; Tomsick, J.; Webb, N. A.; Zhang, W. W. (2014년 10월 9일). “An ultraluminous X-ray source powered by an accreting neutron star”. 《Nature》 514 (7521): 202–204. arXiv:1410.3590. Bibcode:2014Natur.514..202B. doi:10.1038/nature13791. PMID 25297433. S2CID 4390221.